# ITF Indian Harbour Beach
O ITF Indian Harbor Beach, em suas últimas edições patrocinado como Space Coast Pro Tennis Classic, é um torneio de tênis profissional disputado em quadras de saibro, ao ar livre. O evento é classificado como um torneio ITF Women's Circuit de US$ 60.000 (como US$ 80.000 a partir de 2017) e é realizado em Indian Harbour Beach, Flórida desde 2006.

## Evolução do nome do torneio
- Mima Foundation / USTA Pro Tennis Classic
- Audi Melbourne Pro Tennis Classic
- Revolution Technologies Pro Tennis Classic
- Space Coast Pro Tennis Classic (2017-)

## Resultados passados

### Simples
| Ano  | Campeã            | Vice-campeã         | Resultado               |
| ---- | ----------------- | ------------------- | ----------------------- |
| 2018 | Caroline Dolehide | Irina Bara          | 6–4, 7–5                |
| 2017 | Olga Govortsova   | Amanda Anisimova    | 6–3, 4–6, 6–3           |
| 2016 | Jennifer Brady    | Taylor Townsend     | 6–3, 7–5                |
| 2015 | Katerina Stewart  | Louisa Chirico      | 6–4, 3–6, 6–3           |
| 2014 | Taylor Townsend   | Yulia Putintseva    | 6–1, 6–1                |
| 2013 | Petra Rampre      | Dia Evtimova        | 6–0, 6–1                |
| 2012 | Grace Min         | Maria Sanchez       | 6–4, 7–6(7–4)           |
| 2011 | Melinda Czink     | Alison Riske        | 4–6, 6–1, 6–4           |
| 2010 | Edina Gallovits   | Shelby Rogers       | 2–6, 6–3, 6–4           |
| 2009 | Melanie Oudin     | Laura Siegemund     | 7–5, 5–7, 6–2           |
| 2008 | Yanina Wickmayer  | Bethanie Mattek     | 6–4, 7–6(7–5)           |
| 2007 | Bethanie Mattek   | Olga Govortsova     | 7–5, 1–6, 6–1           |
| 2006 | Edina Gallovits   | Rossana de los Ríos | 3–6, 7–6(7–5), 7–6(7–0) |

### Duplas
| Ano  | Campeãs                            | Vice-campeãs                             | Resultado             |
| ---- | ---------------------------------- | ---------------------------------------- | --------------------- |
| 2018 | Irina Bara Sílvia Soler Espinosa   | Jessica Pegula Maria Sanchez             | 6–4, 6–2              |
| 2017 | Kristie Ahn Quinn Gleason          | Laura Pigossi Renata Zarazúa             | 6–3, 6–2              |
| 2016 | Julia Glushko Alexandra Panova     | Maria Sanchez Jessica Pegula             | 7–5, 6–4              |
| 2015 | Maria Sanchez Taylor Townsend      | Angelina Gabueva Alexandra Stevenson     | 6–0, 6–1              |
| 2014 | Asia Muhammad Taylor Townsend      | Jan Abaza Sanaz Marand                   | 6–2, 6–1              |
| 2013 | Jan Abaza Louisa Chirico           | Asia Muhammad Allie Will                 | 6–4, 6–4              |
| 2012 | Maria Fernanda Alves Jessica Moore | Marie-Ève Pelletier Alyona Sotnikova     | 6–7(6–8), 6–3, [10–8] |
| 2011 | Alyona Sotnikova Lenka Wienerová   | Christina Fusano Alexa Glatch            | 6–4, 6–3              |
| 2010 | Christina Fusano Courtney Nagle    | Julie Ditty Carly Gullickson             | 6–3, 7–6(7–4)         |
| 2009 | Heidi El Tabakh Melanie Klaffner   | Tetiana Luzhanska Lilia Osterloh         | 6–3, 3–6, [10–7]      |
| 2008 | Madison Brengle Kristy Frilling    | Raquel Kops-Jones Abigail Spears         | 2–6, 6–4, [10–7]      |
| 2007 | Monique Adamczak Angela Haynes     | Carly Gullickson Lindsay Lee-Waters      | 6–1, 3–6, 6–4         |
| 2006 | Edina Gallovits Jessica Kirkland   | Maria Fernanda Alves Marie-Ève Pelletier | 6–3, 6–2              |